# 真コール!
『真コール!』（まことコール!）は、藤田和子による日本の漫画作品。
『週刊少女コミック』（小学館）にて1990年15号から連載されていた。単行本全9巻。文庫版全4巻。第37回（平成3年度）小学館漫画賞受賞作品。
カナダの帰国子女藤咲真が、全くの未経験だったバレーボールの才能に目覚め、バルセロナオリンピック日本代表のエースへと成長していく物語である。

## 登場人物
藤咲 真（ふじさき まこと）
5年のカナダ生活を終えて帰国した高校1年生。高身長と、フィギュアスケートで培ったジャンプ力と運動神経の良さを誇る。
渡辺 隼人（わたなべ はやと）
真の幼馴染で、スポーツカメラマンを目指す大学生。
万紀 一彦（まき かずひこ）
真の母校、白鳳学園バレー部顧問。全日本バレーの元メンバー。
加納 仁実（かのう ひとみ）
東陽高校のエースアタッカー。真のライバル。
森村 香里（もりむら かおり）
JVC（ジャパン・バレーボール・クラブ）で出会った真の相棒。最初は確執があったものの、セッターとして真を支える。